# Jean Pellissier

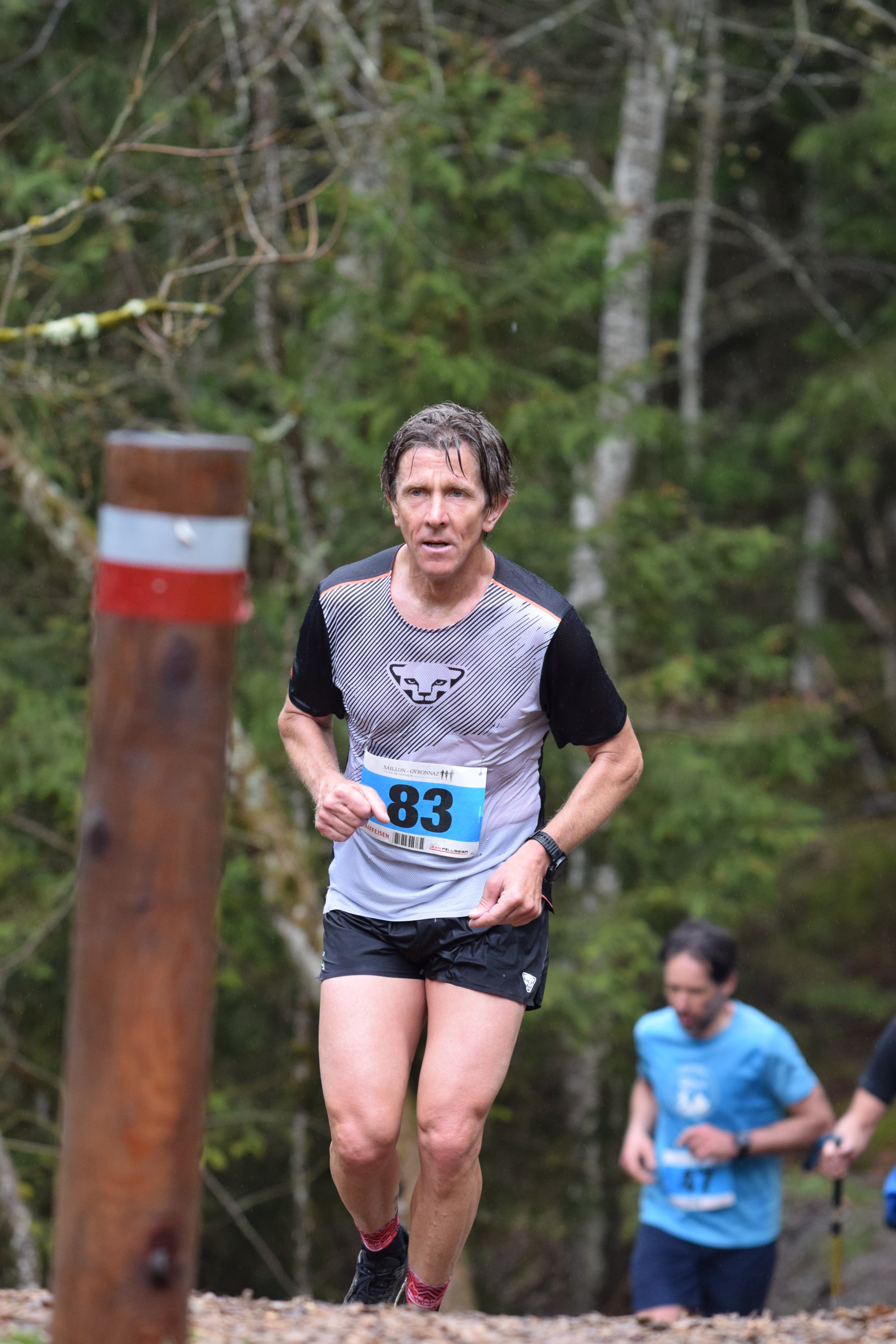
Jean Pellissier (2023)

Jean Pellissier (* 30. Juli 1972 in Aosta; † 27. Oktober 2023 in Saint-Vincent) war ein italienischer Skibergsteiger aus der französischsprachigen Volksgruppe im Aostatal.
Mit dem Skibergsteigen fing er 1997 an und nahm an der Trofeo Mezzalama, der Pierra Menta und der Patrouille des Glaciers teil. Seit 2002 er war Mitglied in der italienischen Nationalmannschaft Skibergsteigen, mit der er an Europa- und Weltmeisterschaften teilnahm.

## Erfolge (Auswahl)
- 2003: 9. Platz Europameisterschaft Skibergsteigen Team mit Carlo Battel
- 2004:
  - 2. Platz bei der Weltmeisterschaft Skibergsteigen Team mit Carlo Battel
  - 5. Platz bei der Weltmeisterschaft Vertical Race
  - 5. Platz bei der Weltmeisterschaft Skibergsteigen Kombinationswertung
  - 10. Platz bei der Weltmeisterschaft Skibergsteigen Einzel
- 2005: 5. Platz Europameisterschaft Skibergsteigen Team mit Carlo Battel
- 2006: 6. Platz bei der Weltmeisterschaft Skibergsteigen Team mit Carlo Battel
- 2007: 3. Platz bei der Europameisterschaft Skibergsteigen Team mit Guido Giacomelli

### Pierra Menta
- 2000: 7. Platz mit Vincent Meilleur
- 2002: 7. Platz mit Olivier Nägele
- 2005: 3. Platz mit Guido Giacomelli
- 2007: 7. Platz mit Martin Riz

### Trofeo Mezzalama
- 2001: 2. Platz mit Fabio Meraldi und Stéphane Brosse
- 2005: 3. Platz mit Manfred Reichegger und Dennis Brunod
- 2007: 1. Platz mit Guido Giacomelli und Florent Troillet

### Patrouille des Glaciers
- 2004: 1. Platz und Rekordzeit mit Patrick Blanc und Stéphane Brosse